# Sarkofag iz Agie Triade
Sarkofag iz Agie Triade je poznominojski 137 cm dolg apnenčast sarkofag, datiran v leto okoli 1400 pr. n. št. ali nekaj desetletij kasneje, izkopan iz komorne grobnice v Agii Triadi na Kreti leta 1903 in je zdaj na ogled v Arheološkem muzeju v Iraklionu (AMH) na Kreti v Grčiji.
Edinstveno za tak kos iz tega datuma na Kreti je prevlečen z ometom in poslikan s freskami na vseh obrazih. Za razliko od Starih Egipčanov so Minojci uporabljali freske le za okrasitev palač in hiš za uživanje življenja, ne pa za pogrebne namene. To je edini apnenčasti sarkofag tiste dobe, ki so ga do danes odkrili; obstajajo številne manjše terakotne 'skrinje za pepel' (larnaks), poslikane veliko bolj grobo, običajno enobarvno. Je edini predmet z nizom narativnih prizorov minojskega pogrebnega rituala (kasnejši sarkofagi, najdeni v okolju Egejskega morja, so bili okrašeni z abstraktnimi motivi in vzorci). Verjetno je bil prvotno uporabljen za pokop princa.
Zagotavlja verjetno najobsežnejšo ikonografijo predhomerskega obreda thysiastikis in enega najboljših informacij o plemiških pogrebnih običajih, ko je bila Kreta pod mikensko oblastjo, saj združuje značilnosti minojskega in mikenskega sloga in vsebine ter verjeten vpliv iz Stare egipčanske religije.

## Opis
Vse štiri ploskve sarkofaga so v celoti pobarvane v več barvah, v tehniki fresk, ki jo sicer najdemo le v minojskih poslikavah na stenah, včasih tudi na tleh in stropih. Vsaka od daljših strani ima dolg del z narativno figuro prizora verskega obreda. Ena od krajših končnih stranic ima približno kvadraten del s prizorom voza z dvema figurama, domnevno boginjama, ki ju vleče grifon (morda dva), nad katerima lebdi velika ptica. Na drugem koncu sta dva prizora, zgornji skoraj v celoti manjka, verjetno pa s procesijo moških figur. Spodnji prizor ima spet dve figuri na vozu, ki ga vlečeta dva konja.
Ti prizori so obdani z okrasnimi obrobami, ki pokrivajo preostala območja. Te so primerljive z okrasnimi obrobami okoli minojskih stenskih poslikav, čeprav so večje glede na figure. Ornament vključuje zvitke, črte in vrste rozet. Takoj nad in pod pripovednimi prizori na dolgih stranicah sta tanka prazna (bela) trakova, v katera se na vrhu vdirajo nekateri elementi prizorov. Ob straneh so trakovi mešanica barv.
Za razliko od larnakov sarkofag nima pokrova in noben očitno ni bil predviden. Ima tudi drenažne luknje.

### Pripovedni prizori
Dolgi naslikani prizori prikazujejo faze svetega obreda, ki so ga izvajali ob pokopu pomembnih osebnosti. V središču ene od dolgih stranic sarkofaga (ki jo tukaj imenujemo 'zadnja' stran, čisto zaradi priročnosti) je prizor z žrtvovanjem bika, ki leži privezan na oltarju podobni mizi. Pod oltarjem sta vsaj dve manjši živali, različno opisani kot teleti, jelena ali kozi, morda modela iz terakote, kot so tisti, ki jih nosijo na drugi strani, ali pravi, ki čakajo na žrtvovanje. Za tem je moška figura, ki igra dvojno flavto aulos. V običajni minojski konvenciji je pobarvan rdeče, za razliko od belih samic.
Na levi strani prizora je pet ženskih figur v profilu, obrnjenih proti oltarju. Popolna je samo sprednja, saj manjka kos mavca, ostalim pa manjka zgornji del telesa. Sprednja figura ima veliko krono z dolgim perjem. Roke drži pred seboj, z odprtimi dlanmi. Ta del ima rumeno ozadje, ki se pri oltarju spremeni v belo. Kri, ki teče z oltarne mize, pada v vedro ali riton na desni strani tega dela.
V zadnjem delu se barva ozadja ponovno spremeni v modro, ki je zdaj precej blatna. Ženska figura s krilom ali predpasnikom kosmate živali skriva obraze stran od bika proti desni. Obe roki iztegne nad skledo na podstavku ali oltarju. V zraku poleg nje sta okrašena vaza in skleda s sadjem podobnimi okroglimi predmeti. Pred tem je palica z dvojno sekiro labris na vrhu in črna ptica, ki sedi na njej. To ima karirasto podlago; ali pa je to morda korak do končnega elementa, bodisi oltarja ali stavbe (v tem primeru verjetno grobnice). Na vrhu so štirje simboli rogov posvetitve in tudi drevo. Obe strukturi v tem delu scene imata okras, vključno s spiralnimi zvitki in črtami, ki je primerljiv s tistim na obrobah na sarkofagu.
Pripovedni prizor na drugi dolgi strani (tu imenovani 'sprednja stran') je prav tako razdeljen na tri cone z različnimi barvami ozadja. Na levi strani so na beli podlagi tri levo obrnjene figure. Najprej ženska v predpasniku iz usnjenega krila prazni okrašeno vazo ali vedro v velik kovinski kotel; to je lahko kri iz daritve na drugi strani, po možnosti kot invokacija duše pokojnika. Zdi se, da kotel stoji na trinožniku in stoji med dvema palicama na okrašenih podstavkih. Drogovi so na vrhu s simboli labrisa in ptico nad tem. Za prvo ženo bogato oblečena ženska z krono nosi na ramenih dve posodi na jarmu. Za njo moški, oblečen v dolgo obleko, igra na liro s sedmimi strunami. To je najzgodnejša slika lire, znana v Grčiji. Ta prizor spominja na opis v Homerju, kjer so mrtvi potrebovali kri.
V osrednjem delu z modrim ozadjem so trije možje, oblečeni v predpasnike ali kilte, obrnjeni v desno in nosijo modele živali (verjetno bikov) in čoln. Zdi se, kot da se približujejo edini figuri v desnem delu z belim ozadjem. Je statična levo obrnjena moška figura brez rok in stopal, oblečena v celo dolžino ogrinjalu podobno oblačilo z zlatim robom; domneva se, da predstavlja mrtveca, ki prejema darila (in čoln za njegovo potovanje na oni svet). Mrtvec stoji zunaj tega, kar je domnevno izdelan vhod v njegovo grobnico, poleg drevesa in treh stopnic.

## Datacija
Izkopavanja v 20. stoletju na istem mestu so omogočila poostritev datacije sarkofaga na 1370–1320 pr. n. št. in umetniški elementi, ki so povezani s podobnimi dekorativnimi tehnikami v egipčanskih templjih in grobnicah. Nekatere miniaturne skulpture, najdene v drugih krajih Krete (Kamilari, Archanes) v tem obdobju, so povezane s čaščenjem mrtvih in obstajajo sledovi pravega pogrebnega egipčanskega kulta iz istega obdobja. Pogrebni kulti na Kreti niso bili običajni, vendar so se izvajali v določenih primerih: na grobnicah mrtvih kraljev ali morda višjih uradnikov in kraljev.

## Ikonografija
Nanno Marinatos, čigar pogled na minojsko vero poudarja teokracijo, ki ji vlada kraljevi par duhovnik-kralj in kraljica, ki združuje politične in verske vloge (kraljica je morda bolj osrednja za slednjo), meni, da usnjeno krilo odraža tesno povezanost z obrednimi žrtvami in daritvami in da so na sarkofagu več kot enkrat prikazane iste kraljeve figure, še posebej kraljica, ki je prikazana tako v procesiji, oblečena v dolgo obleko in krono s perjem, nato pa preoblečena v usnjeno krilo za vodenje obredov. Po njenem mnenju v minojski umetnosti 'pernato krono' nosijo le božanstva, grifoni in kraljica, ki je po definiciji tudi glavna svečenica. Kralj je prikazan le v kožnem krilu. Navaja hetitske in sirske (ugaritske) ustreznice za preoblačenje duhovnikov in kraljev, da označi prehod v vlogah.
Prizor žrtvovanja je mogoče delno razlagati z naslednjimi merili iz klasične in arhaične Grčije, ki so se uporabljala pri čaščenju dveh skupin božanstev, ouranioi, božanstva nebes, in chthonioi, zemeljska božanstva: položaj rok častilcev, raven oltar in barva božanstva. Položaj rok udeležencev je spuščen, dlani navzdol, kar pomeni, da je priklicano božanstvo htonično božanstvo, ki je božanstvo v epifaniji kot črna ptica na baetilu za nizkim oltarjem, oltar za chthonioi, ki je črne barve. Položaj žrela žrtvene živali, bika, je navzdol, kar nakazuje, da je žrtev namenjena chthonioi ali htoničnemu božanstvu.
Glavni oltar je rezerviran za ouranioi, božanstva nebes. Nad nizkim oltarjem, htonskim oltarjem, sta dva predmeta, vrč vode in košara sadežev zemlje (standardna egipčanska ikona). Vrč z vodo je namenjen čiščenju udeležencev daritve, ki si umijejo roke pred žrtvovanjem bika. V klasični Grčiji je bila daritev zemeljskih sadov htoničnemu božanstvu tako kot na sarkofagu iz Agie Triade. Na glavnem oltarju, oltarju za ouranioi, so rogovi posvetitve in drevo s sedmimi vejami. Najpogosteje, vendar ne vedno, rogove posvetitve najdemo na visokih mestih v minojski verski umetnosti, kar kaže, da so povezani z ouranioi. Drevo s sedmimi vejami je lahko drevo, ki predstavlja regeneracijo, sedem vej pa je egipčansko število, ki pomeni popolnost.
V prizoru daritve je sedem udeležencev z rokami navzdol in dlanmi navzdol, kar morda kaže na močno molitev ali invokacijo htonskega božanstva za nizkim oltarjem v epifaniji. Poleg tega ima prizor žrtvovanja tri druge elemente, ki so pogosti pri žrtvah v klasični Grčiji, prisotnost igralca na piščal, kadilo v roki enega od štirih zadnjih udeležencev in vrč z vodo za očiščenje. Čas daritve je noč, ker so se htonični obredi odvijali ponoči, oranski obredi pa podnevi. Dogajanje tako prizora žrtvovanja kot prizora žganja se premika od leve proti desni. V egipčanski veri je bila leva stran smrti in desna stran življenja.
Prizor žganja ima sedem udeležencev, ki dajejo moč daritvi. Dve ptici v zlati barvi na baetilih sedita na dvojnih oseh in sta najvišja predmeta v prizoru, kar nakazuje, da gre za božanstva v epifaniji. Kri v prizoru žrtvovanja se spremeni v vodo, ker pogasi ustnice 'žejnih mrtvih', kot je omenjeno v tablicah Pilos Linear B. Mrtev človek (najnižji objekt) prejme 'vodo' kot hrano, ker se mrtvi niso hranili s trdno hrano, temveč s tekočino. Zato so teleta simbolična hrana za mrtve. Stopnice pred mrtvečevo grobnico, egiptovski koncept, omogočajo duhu mrtveca, da se povzpne v kraljestvo živih. Drevo na sarkofagu v starem Egiptu je predstavljalo regeneracijo.
- Poznominojski larnaks III iz Kavrohorija, Arheološki muzej v Iraklionu
- Poznominojski naslikan model bika v terakoti, AMH, 1200-1100 pr. n. št., višina: 35 cm, brez rogov